# Orme
Orme és una població dels Estats Units a l'estat de Tennessee. Segons el cens del 2000 tenia 124 habitants.

## Demografia
Segons el cens del 2000, Orme tenia 124 habitants, 57 habitatges, i 36 famílies. La densitat de població era d'11,5 habitants/km².
Dels 57 habitatges en un 28,1% hi vivien nens de menys de 18 anys, en un 49,1% hi vivien parelles casades, en un 12,3% dones solteres, i en un 36,8% no eren unitats familiars. En el 29,8% dels habitatges hi vivien persones soles el 8,8% de les quals corresponia a persones de 65 anys o més que vivien soles. El nombre mitjà de persones vivint en cada habitatge era de 2,18 i el nombre mitjà de persones que vivien en cada família era de 2,64.
Per edats la població es repartia de la següent manera: un 17,7% tenia menys de 18 anys, un 8,1% entre 18 i 24, un 25,8% entre 25 i 44, un 36,3% de 45 a 60 i un 12,1% 65 anys o més.
L'edat mediana era de 44 anys. Per cada 100 dones de 18 o més anys hi havia 104 homes.
La renda mediana per habitatge era de 21.563 $ i la renda mediana per família de 23.750 $. Els homes tenien una renda mediana de 45.833 $ mentre que les dones 20.000 $. La renda per capita de la població era de 14.374 $. Entorn del 17,9% de les famílies i el 18,6% de la població estaven per davall del llindar de pobresa.

## Poblacions més properes
El següent diagrama mostra les poblacions més properes.